# Aleksej Negodajlo
Aleksej Aleksandrovič Negodajlo (in russo Алексей Александрович Негодайло?; traslitterazione anglosassone Alexey Aleksandrovich Negodaylo; Irkutsk, 28 maggio 1989) è un bobbista russo.

## Biografia
Compete dal 2011 come frenatore per la nazionale russa. In Coppa del mondo ha ottenuto il primo podio nonché la prima vittoria il 10 novembre 2012 (nel bob a quattro).
Ai giochi di Soči 2014 aveva vinto la medaglia d'oro nel bob a quattro ma il 27 novembre 2017 la commissione disciplinare del Comitato Olimpico Internazionale prese atto delle violazioni alle normative antidoping compiute da Negodajlo in occasione di quelle Olimpiadi, annullando conseguentemente i risultati ottenuti, obbligandolo a restituire la medaglia ricevuta e proibendogli di partecipare a qualunque titolo a future edizioni dei Giochi olimpici. Il 1º febbraio 2018 il Tribunale Arbitrale dello Sport, dopo aver preso in esame il ricorso presentato da Negodajlo, ha annullato tutte le sanzioni comminatagli dal CIO; tuttavia la medaglia non gli fu restituita in quanto venne confermata la squalifica nei confronti dei compagni Aleksandr Zubkov e Aleksej Voevoda.
Negodajlo detiene una medaglia d'argento ai campionati mondiali, ottenuta nel bob a quattro a Sankt Moritz 2013.

## Palmarès

### Mondiali
- 1 medaglia:
  - 1 argento (bob a quattro a Sankt Moritz 2013).

### Coppa del Mondo
- 10 podi (tutti nel bob a quattro):
  - 5 vittorie;
  - 2 secondi posti;
  - 3 terzi posti.

#### Coppa del Mondo - vittorie
| Data             | Luogo       | Paese       | Disciplina                                                                    |
| ---------------- | ----------- | ----------- | ----------------------------------------------------------------------------- |
| 10 novembre 2012 | Lake Placid | Stati Uniti | a quattro con Aleksandr Zubkov (pilota), Dmitrij Trunenkov e Maksim Mokrousov |
| 17 novembre 2012 | Park City   | Stati Uniti | a quattro con Aleksandr Zubkov (pilota), Dmitrij Trunenkov e Maksim Mokrousov |
| 24 novembre 2012 | Whistler    | Canada      | a quattro con Aleksandr Zubkov (pilota), Dmitrij Trunenkov e Maksim Mokrousov |
| 9 dicembre 2012  | Winterberg  | Germania    | a quattro con Aleksandr Zubkov (pilota), Dmitrij Trunenkov e Maksim Mokrousov |
| 13 gennaio 2013  | Königsee    | Germania    | a quattro con Aleksandr Zubkov (pilota), Dmitrij Trunenkov e Maksim Mokrousov |